# 아이콘 타워

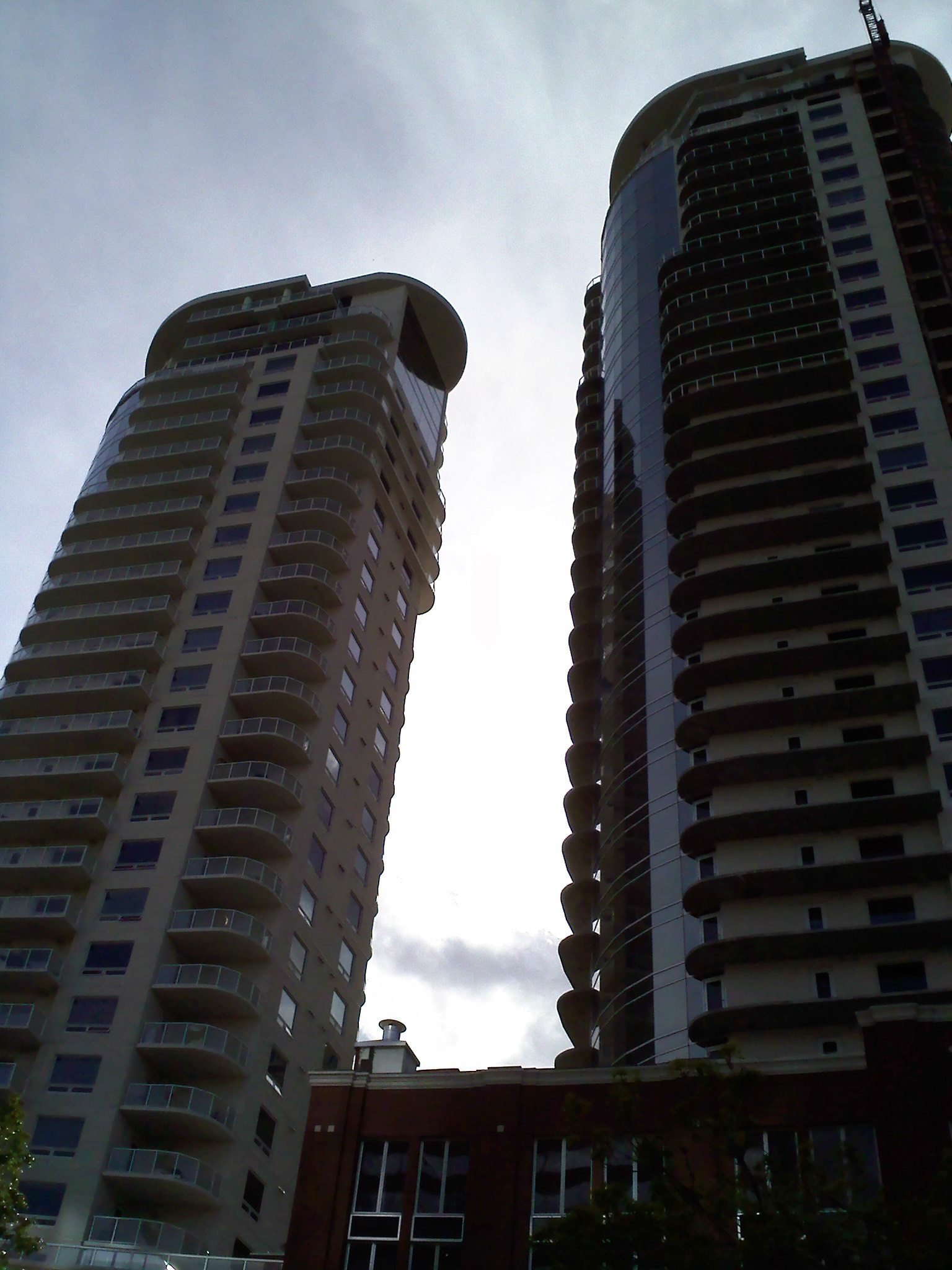
아이콘 타워

아이콘 타워(영어: Icon Towers)는 캐나다 앨버타주 에드먼턴의 마천루이다.
아이콘 타워는 캐나다 앨버타주 에드먼턴 시내에 있는 두 개의 주거용 타워로 구성된 복합 단지이다. 35층의 북쪽 타워는 높이가 112m(367ft)이고 남쪽 타워는 30층으로 높이가 92m(302ft)이다. 타워 I은 2009년에 완공되었으며, II는 2010년에 완공되었다. 포디움에는 스트리트 프론트 리테일과 리테일과 콘도 사이의 다른 층에 사무실이 있다.
건물은 재스퍼 애비뉴(Jasper Avenue) 북쪽의 떠오르는 트렌디한 104 스트리트의 "포스 스트리트 프로메네이드"(Fourth Street Promenade)에 있다.